# Ramalina meridionalis
Ramalina meridionalis är en lavart som beskrevs av Blanchon & Bannister. Ramalina meridionalis ingår i släktet Ramalina och familjen Ramalinaceae.   Inga underarter finns listade i Catalogue of Life.